# Zacharias Conrad von Uffenbach

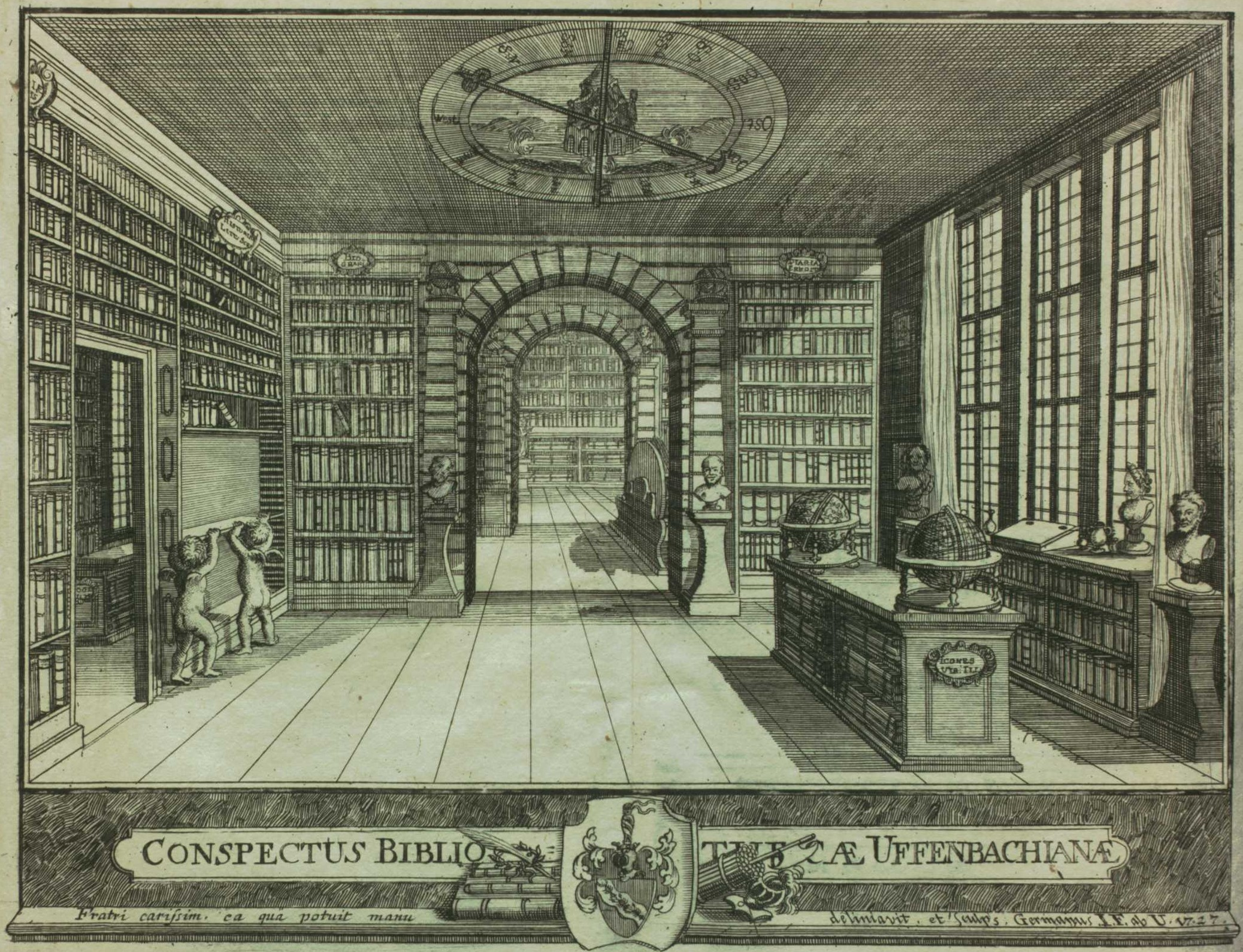
Bibliothèque Uffenbachianae dans un catalogue de 1729

Zacharias Conrad von Uffenbach, né le 22 février 1683 et mort le 6 janvier 1734 à Francfort-sur-le-Main, est un juriste, bibliophile et collectionneur de manuscrits de renommée européenne. Sa bibliothèque, qui rassemblait 40 000 livres, était une des plus importantes collections privées d'Allemagne.

## Biographie
Il est issu d'une riche famille de la bourgeoisie de Francfort. Son frère cadet, Johann Friedrich Armand von Uffenbach (1687–1769), fut un architecte, juriste et érudit allemand, également librettiste et mélomane averti, qui occupa de hautes fonctions dans l'administration de la ville, fit partie du conseil municipal et devint en 1762 bourgmestre de Francfort.
Après des études à Strasbourg et à Halle, Zacharias Conrad von Uffenbach entreprend un voyage de deux ans en Europe, qui le mène en Allemagne du Nord, aux Pays-Bas et en Angleterre, s'intéressant à de multiples disciplines scientifiques et artistiques, aux monuments : opéras, théâtres, églises, palais, visitant les bibliothèques, les expositions et collections d'œuvres d'art. Il rapporta de ce voyage une importante collection de documents, livres, peintures, dessins, instruments de musique et scientifiques.